# Paramapania longirostris
Paramapania longirostris är en halvgräsart som först beskrevs av Georg Kükenthal, och fick sitt nu gällande namn av Hendrik Uittien. Paramapania longirostris ingår i släktet Paramapania och familjen halvgräs. Inga underarter finns listade i Catalogue of Life.